# Нортфілд (Міннесота)
Нортфілд (англ. Northfield) — місто (англ. city) в США, в округах Райс і Дакота штату Міннесота. Населення — 20 790 осіб (2020).

## Географія
Нортфілд розташований за координатами 44°27′20″ пн. ш. 93°10′13″ зх. д. / 44.45556° пн. ш. 93.17028° зх. д. (44.455645, -93.170311).  За даними Бюро перепису населення США в 2010 році місто мало площу 22,31 км², з яких 22,18 км² — суходіл та 0,14 км² — водойми.

## Демографія
Згідно з переписом 2010 року, у місті мешкало 20 007 осіб у 6272 домогосподарствах у складі 3946 родин. Густота населення становила 897 осіб/км².  Було 6832 помешкання (306/км²).
Расовий склад населення:
| - 88,8 % — білих - 3,5 % — азіатів - 1,3 % — чорних або афроамериканців - 0,2 % — корінних американців - 4,0 % — осіб інших рас |

До двох чи більше рас належало 2,2 %. Частка іспаномовних становила 8,4 % від усіх жителів.
За віковим діапазоном населення розподілялося таким чином: 19,8 % — особи молодші 18 років, 68,2 % — особи у віці 18—64 років, 12,0 % — особи у віці 65 років та старші. Медіана віку мешканця становила 26,4 року. На 100 осіб жіночої статі у місті припадало 90,1 чоловіків;  на 100 жінок у віці від 18 років та старших — 88,4 чоловіків також старших 18 років.
Середній дохід на одне домашнє господарство  становив 73 217 доларів США (медіана — 57 866), а середній дохід на одну сім'ю — 88 031 долар (медіана — 73 628). Медіана доходів становила 52 025 доларів для чоловіків та 42 074 долари для жінок. За межею бідності перебувало 10,1 % осіб, у тому числі 10,2 % дітей у віці до 18 років та 7,7 % осіб у віці 65 років та старших.
Цивільне працевлаштоване населення становило 11 244 особи. Основні галузі зайнятості: освіта, охорона здоров'я та соціальна допомога — 54,4 %, виробництво — 9,5 %, мистецтво, розваги та відпочинок — 5,8 %, фінанси, страхування та нерухомість — 5,6 %.